# Войцех Анджей Домбський
Войцех Анджей Домбський із Любранця гербу Ґодзємба (нар. 1676 — пом. 14 травня 1725, Варшава) — військовий і державний діяч Королівства Польського та Речі Посполитої, граф, маршалок надвірний коронний (1702—1725); староста сохачевський (1697), іновроцлавський (1702), дибовський (1704) і млодзєшинський (1724—1725).

## Життєпис
Народився Войцех Анджей 1676 року в сім'ї, на той час, підкоморія іновроцлавського Зиґмунта Домбського та його дружини Ядвіґи з Ґурських гербу Лодзя. Мав 2 братів і 2 сестер.
З 1697 року став старостою сохачевським. Був обраний послом на сейм 1699 року.
Під час нападу Карла XII на Річ Посполиту 1701 року був ротмістром посполитого рушення Іновроцлавського повіту. Цього року, або з середини 1702 року став старостою іновроцлавським. У вересні 1702 року був обраний маршалком конфедерації великопольської шляхти, вірної Августові II. 22 грудня цього ж року був призначений на посаду маршалка надвірного коронного.
Після смерті батька 1704 року отримав староство дибовське (замок Дибув знаходиться на території сучасного міста Торунь). Того ж року долучився до Сандомирської конфедерації. 1705 року втік з Польщі до Вроцлава.
Після зречення Августа II 1706 року на користь Станіслава Лещинського, останній вирішив усунути Войцеха Домбського з посади надвірного маршалка. Номінацію на цей уряд від Лещинського отримав Станіслав Францішек Тарло 24 січня 1707 року. Домбського Лещинський номінував на посаду воєводи іновроцлавського, проте той уряду не обіймав. Повернувшись до Польщі, Войцех Анджей розпочав у Куявії партизанську діяльність проти прихильників Лещинського, але після повернення короля Августа II з-за кордону 1709 року потрапив у немилість. Був учасником Варшавської Вальної ради (сейму) 1710 року. Утримував власним коштом 3 хоругви — гусарську, драгунську та лучників, а 1710 року йому підпорядковувався драгунський полк.
1712 року отримав титул саксонського графа на Любранцю. 1713 року відзначений Орденом Білого орла. Був активним противником Тарногородської конфедерації 1715 року, зокрема, виступав проти конфедератів на сеймі 1718 року.
Брав також участь у сеймі 1720 року, під час якого марно сподівався на отримання посади маршалка великого коронного.
1724 року разом із дружиною отримав королівський дозвіл на викуп староства млодзєшинського.
Помер у Варшаві 14 травня 1725 року.

## Сім'я
17 червня 1701 року Войцех Анджей Домбський одружився з Аделаїдою Цецилією Терезою з Радзивілів, донькою колишнього канцлера великого литовського Домініка Міколая Радзивіла. Подружжя мало 4 дітей:
- Антонія Юзефа[pl] (1706—1771) — воєводу бжесць-куявського, старосту іновроцлавського, дибовського та нехворощанського;
- Ядвіґу (пом. 1767) — дружину воєводи сєрадзького Казімєжа Юзефа Домбського[pl];
- Зиґмунта Іґнація — старосту бжесць-куявського та дибовського;
- Терезу (пом. 1759) — дружину обозного коронного Прокопа Ліпського[pl].

## Маєтності
Войцех Анджей Домбський успадкував від батька маєтності Любранець та Ілув. Від дружини як посаг отримав Вєжхов'є (Верхов'є) у Литві. 1722 року придбав у Дуніних права на Чермно. Отримав 1712 року від Нагорецьких Пшисек, Ґурськ, Пендзев й інші. Його маєтки складалися з близько 60 сіл у Куявії, Великопольщі та Сєрадзькому воєводстві.